# Palmares do Sul

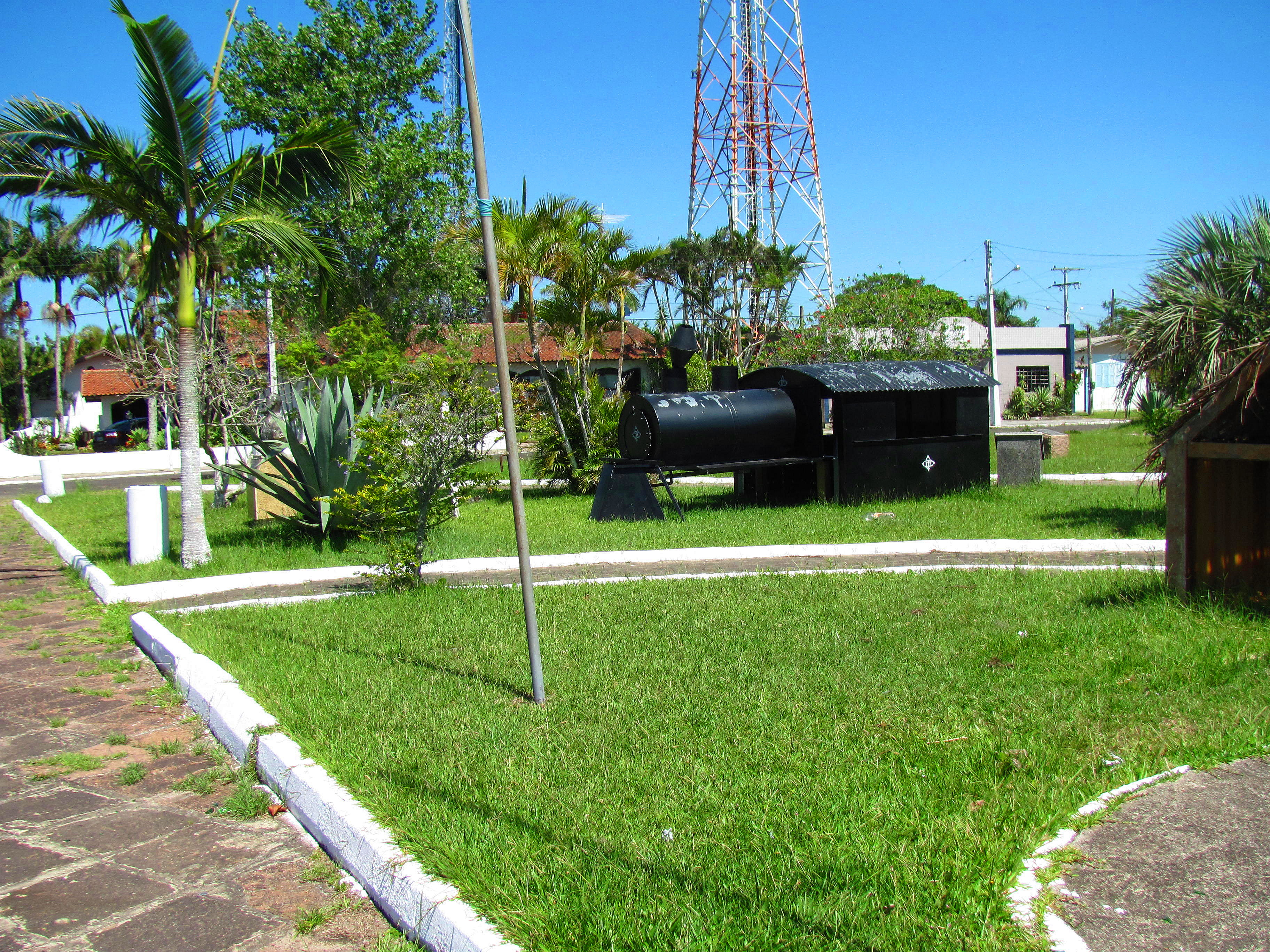
Praça en Palmeras do Sul, imagen del municipio.

Palmares do Sul es un municipio del estado de Rio Grande do Sul, Brasil.
Se encuentra ubicado a una latitud de 30º15'28" Sur y una longitud de 50º30'35" Oeste, estando a una altitud de 9 metros sobre el nivel del mar. Se encuentra a 90 km de Porto Alegre, capital del estado de Rio Grande do Sul, emancipado del municipio de Osorio en el año de 1982. Su población estimada para el año 2004 era de 11.889 habitantes.
Ocupa una superficie de 947,35 km².
- Datos: Q1750076
- Multimedia: Palmares do Sul / Q1750076